# Zero e lode!
Zero e lode! è stato un gioco televisivo a premi, basato sul format inglese Pointless, in onda in Regno Unito su BBC One, prodotto dalla EndemolShine Italy e andato in onda nella fascia pomeridiana (14:00-15:15) dall'11 settembre 2017 al 1º giugno 2018 su Rai 1.
È stato condotto da Alessandro Greco con la partecipazione nella prima settimana di Stefano Santucci in qualità di Signor Zero, e successivamente di Francesco Lancia in qualità di Zerologo (sostituito solo nella puntata del 16 ottobre 2017 da Alessandro Migliaccio), con il compito di raccontare alcune curiosità riguardo all'argomento delle domande e mostrare le risposte esatte meno "gettonate". Gli autori della trasmissione erano Stefano Santucci (capo progetto), Ilenia Ferrari, Francesco Lancia, Alessandro Migliaccio e Mauro Sucato.
Il quiz consisteva in una gara tra quattro coppie di concorrenti che si sfidavano in tre giochi ad eliminazione sino ad arrivare al gioco finale dove la coppia vincitrice della puntata aveva la possibilità di conquistare il montepremi in palio, rispondendo a domande di cultura generale, oggetto precedentemente di indagine statistica su un campione di cento persone, con l'obiettivo di dare la risposta che nessuno aveva saputo dare, la cosiddetta Zero e lode.

## Edizioni
| Edizione | Periodo           | Periodo        | Puntate | Conduzione       | Zerologo                            | Studio                                          |
| Edizione | Inizio            | Fine           | Puntate | Conduzione       | Zerologo                            | Studio                                          |
| -------- | ----------------- | -------------- | ------- | ---------------- | ----------------------------------- | ----------------------------------------------- |
| 1ª       | 11 settembre 2017 | 1º giugno 2018 | 168     | Alessandro Greco | Stefano Santucci e Francesco Lancia | Studio 2 del Centro di produzione Rai di Napoli |

## Storia e il gioco
La tipologia di domande caratteristica di Zero e lode! prevede risposte appartenenti ad un insieme di elementi definito dalla domanda stessa, come, ad esempio, “Capitali europee”, “Vincitori del Festival di Sanremo” ecc. Le domande poste in trasmissione ai concorrenti sono state precedentemente oggetto di indagine statistica tramite un istituto di sondaggi. L’indagine consiste nel sottoporle ad un campione di 100 italiani ai quali, a differenza dei concorrenti, viene data la possibilità di dare più risposte possibili entro un certo tempo. Ad esempio, è stato dato un tempo di 100 secondi per elencare più razze di cani possibili. In questo modo ogni risposta sarà ripetuta un certo numero di volte all’interno del campione. Il numero di persone che su 100 ha dato la stessa risposta determina il valore che assume quella specifica risposta ai fini del gioco.
Se, ad esempio, venisse richiesto ai concorrenti di nominare uno tra i “Vincitori del Festival di Sanremo”, la risposta “Domenico Modugno” sarebbe esatta ma darebbe probabilmente un punteggio molto alto, ad esempio 85 se la stessa risposta fosse stata data da 85 persone delle 100 che hanno partecipato al sondaggio, mentre la risposta “Renato Rascel” sarebbe, altrettanto probabilmente, una risposta Zero e lode!, cioè valevole 0 punti, se, pur essendo  esatta (Rascel ha vinto nel 1960), non fosse stata data da nessuna delle persone partecipanti al sondaggio. Nel caso in cui qualcuno dei concorrenti dia una risposta sbagliata verrà attribuito il punteggio massimo, cioè 100 punti; tornando all'esempio, un errore potrebbe essere “Patty Pravo”, che non ha mai vinto a Sanremo. Dopo che i concorrenti hanno dato la loro risposta, il punteggio viene svelato tramite lo "zerometro" una colonna luminosa che ha sulla sua cima il numero del punteggio. Quando lo zerometro viene avviato, il punteggio diminuisce da 100 fino a fermarsi bruscamente sul punteggio ottenuto, segnato da una linea colorata. Potrebbe capitare che lo zerometro non diminuisca il punteggio e rimanga fermo a 100 nel caso la risposta sia stata data da tutte le persone del campione o se la risposta fosse errata in quel caso non solo la colonna non partirebbe ma diverrebbe rossa e al posto del punteggio comparirebbe una X. Dopo che la risposta è stata data, lo zerologo fa delle precisazioni riguardo alla domanda e alla fine della manche vengono mostrate le risposte corrette corredate dai relativi punteggi. Se esse sono molte, ne vengono mostrate una parte. Un altro compito dello zerologo è annunciare le domande, specificando le esclusioni del caso.
L’obiettivo dei concorrenti è di totalizzare meno punti possibile dando risposte fornite dal minor numero possibile degli intervistati del campione. Dopo ogni gioco la coppia di concorrenti che ha totalizzato il punteggio più alto viene eliminata. La coppia vincitrice della puntata sarà la coppia campione ed avrà diritto a ritornare nella puntata successiva fino a quando non verrà eliminata. Una coppia eliminata durante una puntata potrà essere richiamata a partecipare in puntate successive (ripescaggio). Il montepremi in palio in ciascuna puntata di Zero e lode! è un jackpot ad accumulo, con partenza di 10.000 euro per la prima puntata. Il jackpot viene incrementato di 1.000 euro a puntata se non viene vinto, altrimenti torna al valore iniziale di 10.000 euro. Alcuni esiti del gioco finale, specificati di seguito, possono portare ad una vincita parziale del jackpot. In caso di vincita parziale, il montepremi viene in ogni caso aumentato di 1.000 euro.

## Svolgimento del gioco
Al programma partecipano quattro coppie di concorrenti legate da una caratteristica comune, ad es. amicizia, parentela, colleghi di lavoro, gusti musicali ecc., i quali si affronteranno in quattro manche per vincere il jackpot della puntata.

### Primo gioco:Meno fai, meglio stai
Le quattro coppie di concorrenti sono disposte in un ordine sorteggiato dal notaio precedentemente all'inizio del programma, con i campioni collocati sempre nell'ultima postazione.
Viene posta una domanda alla quale devono rispondere a turno tutte le coppie. In questo gioco ciascuna coppia dovrà entro quindici secondi dare la sua risposta. La prima manche inizia secondo l’ordine di posizione sorteggiato precedentemente. Ogni risposta darà alla coppia un punteggio secondo i criteri spiegati sopra. In caso di risposta errata la coppia acquisisce il punteggio massimo di 100 punti.
La seconda manche prevede invece che il giro venga effettuato al contrario rispetto alla prima. Al termine della seconda manche la coppia che ha il punteggio più alto viene eliminata ed esce dal gioco. La coppia che riesce a dare una risposta Zero e lode! conquista un’immunità, ovvero acquisisce il diritto di passare al gioco successivo indipendentemente dal risultato ottenuto; se ottiene lo zero alla prima domanda, deve comunque rispondere alla seconda in modo da determinare l'ordine di uscita del Fuori un altro.
A parità di risposte Zero e lode!, ovvero se più coppie hanno dato una risposta Zero e lode!, passerà al gioco successivo la coppia con il punteggio complessivo più basso. In caso di parità si procederà con risposte ad oltranza sulla stessa domanda e con gli stessi criteri fino a quando, a parità di risposte date, una coppia otterrà un punteggio minore, eliminando in questo modo l’altra.

### Secondo gioco:Fuori un altro
Al gioco partecipano le tre coppie rimaste, il cui punteggio viene riportato a zero. Il gioco si svolge in quattro manche. Inizia a rispondere la coppia che nel gioco precedente ha ottenuto il punteggio più basso e si continua a rispondere in ordine di posizione. I concorrenti hanno un tempo di risposta orientativo sempre di quindici secondi al termine del quale devono dare una risposta. È un gioco suddiviso in quattro manche, ciascuna giocata su una diversa domanda presentata sotto forma di “lista”, spesso introdotta da una canzone che in qualche modo collegata all'argomento.
Le liste possono essere una serie di cinque elementi di vario tipo, che appariranno in grafica e/o trasmesse in studio. Tutte le coppie al proprio turno devono scegliere una delle domande della lista cercando di scegliere quella a cui sanno dare la risposta esatta ma che secondo loro è anche quella a cui meno persone del campione ha saputo rispondere esattamente.
Dopo la risposta della prima coppia e l’attribuzione del relativo punteggio la manche prosegue con la seconda coppia in ordine di posizione e poi con la terza. Naturalmente gli elementi contenuti nella lista prescelta e già svelati non potranno essere scelti dalle altre coppie.
La coppia che, al termine delle quattro manche, ha accumulato il punteggio più alto viene eliminata. In caso di parità si prosegue con risposte ad oltranza sulla stessa lista o su una successiva. Anche in questo gioco una risposta errata fa accumulare 100 punti e la risposta Zero e lode!, meno frequente in questa fase, fa acquisire il passaggio al gioco successivo, secondo le regole citate nel primo gioco. Ad alcune o a tutte le materie potrebbero corrispondere, invece delle domande a lista chiusa sopra descritte, domande del tipo “a risposta libera”, come quelle del primo gioco. Se l'argomento ha che fare con la musica, in alcuni casi, dopo la scelta viene fatto ascoltare un frammento della canzone riferita alla domanda e poi viene data la risposta.

### Terzo gioco:Faccia a faccia
A questo gioco, che stabilisce la coppia vincitrice della puntata, partecipano le due coppie rimaste, i cui punteggi precedenti vengono azzerati. Il gioco si articola su un numero di manche da tre a cinque, consistenti nel dare a turno, prima una coppia e poi l’altra, una risposta alla stessa domanda cercando di indovinare lo Zero e lode!. I concorrenti hanno un tempo di risposta orientativo di quindici secondi per rispondere. Il punto della singola manche è assegnato alla squadra che ottiene il punteggio minore. La coppia che dà una risposta sbagliata “sballa”, ma se anche l'altra coppia commette un errore, come anche nel caso in cui entrambe ottengono lo stesso punteggio, devono dare nuovamente una risposta alla domanda posta. lo zerometro viene diviso in due aree: blu e giallo, ciascuna corrispondente a una coppia
Ad iniziare a giocare la prima manche è la coppia che ha vinto il gioco precedente ottenendo il punteggio minore. Nelle manche successive inizia sempre a rispondere la coppia che ha perso la manche precedente.
In questo terzo gioco la risposta Zero e lode! ha il suo valore nominale di zero punti e non garantisce il passaggio alla fase successiva.
La coppia di concorrenti che per prima riesce a vincere tre manche su cinque sarà la coppia campione.

### Gioco finale:Zero e lode!
È il gioco che permette alla coppia vincitrice del terzo gioco di aggiudicarsi il jackpot in palio per quella puntata o un premio di 1.000 €. Alla coppia vengono proposte tre materie tra cui scegliere. Alla materia scelta corrisponde una domanda che ammette, come nei giochi precedenti, un insieme finito di risposte.
Una volta letta la domanda, i concorrenti avranno un minuto di tempo al termine del quale devono dare tre possibili risposte. Il loro obiettivo è dare almeno una risposta Zero e lode!. Se almeno una delle tre risposte date è una risposta Zero e lode! la coppia vince l’intero ammontare del jackpot. Se almeno una delle tre risposte ottiene un punteggio compreso tra 1 e 5 i concorrenti ottengono 1.000 €, i quali non si sottraggono al jackpot finale (se, ad esempio, i concorrenti dovessero trovare la risposta Zero e Lode dopo aver vinto i 1.000 €, vincerebbero l'intero jackpot e non il jackpot meno 1.000 €). Il premio parziale è in ogni caso di 1.000 € del jackpot anche in caso di più risposte con i requisiti di vittoria parziale. In caso di vincita totale il jackpot riparte da 10.000 €. In tutti gli altri casi, quindi anche in caso di vincita parziale, il jackpot si incrementa di 1.000 € a puntata.
La coppia vincitrice ha diritto in ogni caso a partecipare alla puntata successiva indipendentemente dall'esito del gioco finale.

## Versioni speciali

### Zero e lode! Special
Nella settimana dal 9 al 13 ottobre 2017 sono andate in onda cinque puntate speciali chiamate appunto Zero e lode! Special, con concorrenti VIP, i quali se vinceranno il jackpot lo devolveranno in beneficenza. Tra i partecipanti troviamo:
- Roberta Capua e Adriano Panatta
- Clizia Fornasier e Attilio Fontana
- Gigi e Ross
- Veronica Maya e Pippo Pelo
- Amaurys Pérez e Valentino Gallo
- Alex Giorgetti e Patrizio Rispo

Nell'ultima di queste cinque puntate sono stati vinti, quindi dati in beneficenza, 14.000 €, frutto dell'accumulo del jackpot nel corso della settimana di messa in onda.
| Edizione | Periodo        | Periodo         | Puntate | Conduzione       | Studio                                          |
| Edizione | Inizio         | Fine            | Puntate | Conduzione       | Studio                                          |
| -------- | -------------- | --------------- | ------- | ---------------- | ----------------------------------------------- |
| 1ª       | 9 ottobre 2017 | 13 ottobre 2017 | 5       | Alessandro Greco | Studio 2 del Centro di produzione Rai di Napoli |

### Zero e lode! Speciale Telethon
Nella settimana dal 18 al 21 dicembre 2017 vanno in onda quattro puntate speciali dedicate alla maratona Telethon delle reti RAI, con concorrenti VIP, i quali se vinceranno il jackpot lo devolveranno chiaramente in beneficenza. Tra i partecipanti troviamo:
- Max Cavallari e Manuela Russo
- Veronica Maya e Pippo Pelo
- Massimiliano Gallo e Shalana Santana
- Sergio Friscia e Fabio Flesca
- Paola Torrente e Ambra Vitiello
- Carolina Rey e David Pratelli
- Enzo Salvi e Mariano D'Angelo
- Fanny Cadeo e Maurizio Ferrini

| Edizione | Periodo          | Periodo          | Puntate | Conduzione       | Sede                                            |
| Edizione | Inizio           | Fine             | Puntate | Conduzione       | Sede                                            |
| -------- | ---------------- | ---------------- | ------- | ---------------- | ----------------------------------------------- |
| 1ª       | 18 dicembre 2017 | 21 dicembre 2017 | 4       | Alessandro Greco | Studio 2 del Centro di produzione Rai di Napoli |